# Le Retour des Princes Français à Paris
Le Retour des Princes Français à Paris (en español: El retorno de los príncipes franceses a París) fue el himno nacional de facto en Francia durante la Restauración borbónica de 1814. Su melodía está basada en la de la popular canción Vive Henri IV.

## Letra

### Enfrancés
La paix ramène 
tous les princes français
chantons l'antienne,
aujourd'hui désormais
que ce bonheur tienne
Vive le roi! Vive la paix!
Vive la France
et les sages Bourbons
plein de clémence,
dont tous les coeurs sont bons!
la paix, l'abondance
viendront dans nos cantons.
Quelle joie extrême
Vive, vive d'Artois!
duc d'Angoulême!
chantons tous à la fois
Louis dix-huitième,
descendant de nos rois!
Le diadème
de France est pour un Roi,
notre voeu même
est la raison pourquoi,
oui, Louis nous aime,
Vive, vive le Roi!
Plus de tristesse,
Vive, vive Louis!
princes, princesses,
nous sommes réjouis,
que les allégresses
règnent dans tous pays!

### Enespañol
Nota: Ésta es una vaga traducción de la letra y puede tener errores gramaticales
La paz vuelve
los príncipes franceses
cantan el himno
hoy y en el futuro
que sean así de felices
¡Viva el rey! ¡Viva la paz!
Viva Francia
y los borbones,
llenos de clemencia
¡y todos de buen corazón!
La paz, la abundancia
vendrán a nuestros cantones.
Que gran alegría
¡Viva, viva el [conde] de Artois!
¡Duque de Angulema!
Cantemos todos a la vez
Luis dieciocho
¡descendiente de nuestros reyes!
La corona
de Francia es para un rey
nuestro mismo voto
es la razón por la que
Luis nos ama.
No más tristeza
¡Viva, viva Luis!
príncipes, princesas
nosotros nos regocijamos
¡que la alegría
reine en todo el país!